# Římskokatolická farnost Majetín
Římskokatolická farnost Majetín je územním společenstvím římských katolíků v rámci přerovského děkanátu olomoucké arcidiecéze s farním kostelem svatého Cyrila a Metoděje.

## Historie
První písemná zmínka o obci pochází z roku 1277. V době husitských válek byla majetínská tvrz jednou z hlavních husitských pevností v olomouckém kraji.  Farní kostel byl postaven roku 1863. Samostatná farnost byla zřízena vyfařením z Kokor roku 1872.

## Duchovní správci
Od července 2014 je administrátorem excurrendo R. D. Mgr. Stanislav Čevela.

## Bohoslužby
| Kostel                    | Místo   | Bohoslužba (den) | Hodina                         | Poznámka     |
| ------------------------- | ------- | ---------------- | ------------------------------ | ------------ |
| svatého Cyrila a Metoděje | Majetín | neděle čtvrtek   | 7.30 16.30 (zima)/17.30 (léto) | Farní kostel |

## Aktivity farnosti
Ve farnosti se pravidelně koná tříkrálová sbírka. V roce 2017 se při ní vybralo 22 409 korun.
V letech 1995 až 2018 vycházel pro všechny farnosti děkanátu Přerov měsíčník Slovo pro každého.